# 4月9日
4月9日是公历一年中的第99天（闰年第100天），离全年的结束还有266天。

## 大事记

### 20世紀以前
- 193年：在佩蒂納克斯遭到刺殺後，第十四合組軍團擁護塞提米烏斯·塞維魯斯擔任羅馬皇帝。
- 1241年：蒙古帝国的西征军队在莱格尼察战役中击败波兰王国公爵亨里克二世的军队。
- 1413年：亨利五世加冕英格兰国王。
- 1609年：在八十年戰爭期間，西班牙帝國與荷蘭共和國在安特衛普達成十二年休戰協議。
- 1838年：國家美術館在其位於英國倫敦特拉法加廣場的現址開館。
- 1865年：美利坚邦联总司令罗伯特·李向联邦总司令尤利西斯·格兰特投降，南北战争结束。

### 20世紀
- 1917年：加拿大军队在法国维米岭向德国军队发动全面反击，维米岭战役爆发。
- 1924年：美國提出道威斯計劃，试图解决德国一战赔款问题。
- 1931年：紐約帝國大廈落成。
- 1936年：周恩來、李克農与張學良在延安舉行會談，同意一致抗日。
- 1939年：非裔美國歌手瑪麗安·安德森被美國革命女兒會（英语：Daughters of the American Revolution）拒絕在DAR憲法廳演出後，在華盛頓特區林肯紀念堂的台階上舉辦了一場露天音樂會。
- 1940年：納粹德國入侵丹麥和挪威。
- 1945年：德國舍爾將軍號裝甲艦是第二次世界大戰中最成功的主力艦水面突襲艦，在基爾港被英國轟炸機炸沉。
- 1948年：錫安主義組織伊爾貢和萊希在耶路撒冷附近村落發動大屠殺，造成107人死亡。
- 1959年：美国国家航空暨太空总署宣布选中首批7名太空人参与载人太空飞行计划「水星计划」。
- 1961年：中华人民共和国乒乓球運動員在北京舉行的第26届世界乒乓球锦标赛中獲得男子團體冠軍，这是中华人民共和国成立以来获得的首个团体体育锦标。
- 1967年：美国波音公司研发的民航客机波音737首次试飞，为首款生产量达1万架的商用喷射机型。
- 1981年：援助非洲難民國際會議在日内瓦召開。
- 1987年：第27任香港總督衛奕信抵港履新。
- 1991年：格魯吉亞獨立。
- 1998年：麥加朝聖發生人踩人慘劇，造成118人死亡。[1]
- 1999年：尼日尔发生政变，总统易卜拉欣·巴雷·麦纳萨拉被枪杀。[2]

### 21世紀
- 2002年：伊莉莎白王太后的葬禮於西敏寺舉行。
- 2003年：以美国为首的多国部队成功占领伊拉克首都巴格达，结束萨达姆·侯赛因的独裁统治。
- 2005年：中國北京爆發大規模反日遊行。
- 2006年：意大利國會選舉舉行。
- 2008年：香港廉價航空公司甘泉航空宣佈結業。
- 2011年：第一届全球流行音乐金榜颁奖典礼在台湾台北市的小巨蛋举行。
- 2013年：2013年布什爾省地震：伊朗南部布什爾省發生芮氏規模6.3地震，造成37人死亡，850人受傷。
- 2019年：日本航空自衛隊一架由三菱重工生產的F-35A初號機在太平洋夜間航行，直接墜毀，是F-35A首度失事[3]。
- 2021年：緬甸陸軍和警察部隊在勃固大屠殺期間殺害了至少82名平民。

## 出生
- 1285年：元仁宗爱育黎拔力八达，元朝皇帝。（1320年逝世）
- 1649年：詹姆斯·斯科特，英國貴族，第一代蒙茅斯公爵及第一代巴克盧公爵。（1685年逝世）
- 1794年：特奧巴爾德·彪姆，德國發明家、音樂家。（1881年逝世）
- 1802年：埃利亚斯·伦罗特，芬蘭－瑞典語言學家。（1884年逝世）
- 1806年：伊桑巴德·金德姆·布魯內爾，英國工程師。（1859年逝世）
- 1820年：沈葆楨，晚清重要大臣。（1879年逝世）
- 1821年：夏尔·波德莱尔，法国著名诗人，现代派诗歌的先驱，象征主义文学的鼻祖。（1867年逝世）
- 1830年：埃德沃德·邁布里奇，英國攝影師。（1904年逝世）
- 1835年：利奧波德二世，比利時國王。（1909年逝世）
- 1850年：喬治·亨丁頓，美國醫學家。（1916年逝世）
- 1865年：埃里希·魯登道夫，德國軍事家。（1937年逝世）
- 1869年：張令紀，日本土木工程師，桃園大圳設計者。（1922年逝世）
- 1869年：埃利·嘉当，法国数学家。（1951年逝世）
- 1875年：賈克·福翠爾，美國記者、奇幻小說作家，鐵達尼號罹難者。（1912年逝世）
- 1898年：柯利·藍波，美國職業美式足球運動員、教練。（1965年逝世）
- 1899年：吉野源三郎，日本編輯、兒童文學作家、評論家、翻譯家、反戰活動家、記者。（1981年逝世）
- 1906年：多拉蒂·安塔爾，匈牙利裔美國指揮家、作曲家。（1988年逝世）
- 1919年：約翰·皮斯普·埃克特，美國電機工程師。（1995年逝世）
- 1926年：休·海夫納，美國企業家，《花花公子》雜誌創刊人。（2017年逝世）
- 1928年：林家駿，澳門榮休主教。（2009年逝世）
- 1930年：雷納托·魯傑羅，義大利政治家。（2013年逝世）
- 1931年：廣中平祐，日本數學家。
- 1933年：尚-保羅·貝爾蒙多，法國電影演員。（2021年逝世）
- 1935年：清川元夢，日本男演員、聲優。（2022年逝世）
- 1938年：切爾諾梅爾金，俄羅斯政治家，曾任俄羅斯總理。（2010年逝世）
- 1948年：贾雅·巴克罕，印度女演員及政治家。
- 1949年：史丹·洛夫，美國職業籃球運動員。（2025年逝世）
- 1950年：梁中昀，香港學聯旅遊董事局主席，香港家長協進會主席。（2006年逝世）
- 1950年：麥家廉，加拿大外交官、政治人物。（2025年逝世）
- 1951年：艾拉·蓋塞爾，美國數學家。
- 1954年：丹尼斯·奎德，美國男演員。
- 1957年：塞維·巴列斯特羅斯，西班牙高爾夫球選手，首位贏得奧古塔斯名人賽的歐洲選手。
- 1959年：查爾斯·利伯，美國化學家。
- 1960年：沈雁，台灣歌手。
- 1963年：馬克·雅各布斯，美國時尚設計師。
- 1963年：李玲玉，中國歌手、影視演員、主持人、越剧演員。
- 1963年：林志美，香港歌手。
- 1965年：馬克·佩雷格里諾，美國男演員。
- 1966年：仙菲亞·歷遜，美國女演員。
- 1967年：仙菲亞·歷遜，美國作家、哲學家、神經科學家。
- 1971年：傑克·維倫紐夫，加拿大賽車手。
- 1973年：韓東勳，韓國政治人物、檢察官，現任國民力量黨代表。
- 1975年：吳俊明，印尼男子羽球運動員。
- 1975年：阿蘭·貝爾塞，瑞士政治人物，現任瑞士聯邦副總統及瑞士聯邦委員會委員。
- 1977年：李致和，香港三項鐵人運動員。
- 1978年：傑羅尼莫·維拉紐瓦，阿根廷裔美國天文學家。
- 1976年：陳超明，香港電台DJ。
- 1979年：格雷姆·布朗，澳大利亞自行車運動員。
- 1980年：柔愛娜·侯斯，美國模特兒。
- 1980年：楊睿智，台湾棒球运动員。
- 1980年：李瑤媛，韓國演員。
- 1982年：鄒沐妍，臺灣女藝人、女主持、舞者，前Rakuten Girls成員，現任中華職棒樂天桃猿MC。
- 1984年：鍾嘉欣，香港演員、歌手。
- 1984年：何傲芝，香港主持人。
- 1985年：李懿，台灣女藝人。
- 1985年：王晰，中國男歌手。
- 1985年：山下智久，日本男歌手、演員。
- 1985年：陳羅密歐，新加坡男演員。
- 1986年：麗頓·麥斯達，美國女演員。
- 1987年：陳零九，台灣男歌手、主持人、演員。
- 1987年：傑西·麥卡尼，美國男歌星。
- 1987年：薩拉，汶萊王儲妃。
- 1988年：U-ie，韓國女子偶像團體After School成員。
- 1988年：絲瓦拉·巴斯卡，印度演員。
- 1989年：張含韻，中國歌手。
- 1990年：克莉絲汀·史都華，美國女演員。
- 1991年：劉美含，中國女演員、歌手。
- 1991年：劉威廷，台灣男藝人。
- 1991年：明道加斯·庫普沙斯，立陶宛男子籃球運動員。
- 1992年：金有權，韓國男子偶像團體Block B成員。
- 1992年：葉連娜·拉什馬諾娃，俄羅斯女子田徑運動員。
- 1995年：金多美，韓國演員、模特
- 1996年：廣瀨裕也，日本男性聲優。
- 1996年：徐東成，韓國男子偶像樂團N.Flying成員。
- 1997年：吳澋滔，香港童星。
- 1998年：艾兒·芬妮，美國女演員。
- 1999年：納斯小子，美國饒舌歌手、歌手、詞曲作家。
- 2000年：陳飛宇，中國男演員。
- 2000年：坂本花織，日本女子花式滑冰運動員。
- 2003年：梁世奇，美籍華裔國際象棋神童。
- 2005年：炎明熹，香港女歌手、演員。

## 逝世
- 前585年：神武天皇，日本初代天皇（前711年出生）
- 806年：桓武天皇，日本第50代天皇（737年出生）
- 1241年：亨里克二世，西里西亞公爵。（1196年出生）
- 1483年：愛德華四世，英格蘭國王。（1442年出生）
- 1492年：，義大利政治人物，文藝復興時期佛羅倫斯共和國實際統治者。（1449年出生）
- 1626年：法蘭西斯·培根，英國哲學家。（1561年出生）
- 1804年：雅克·内克尔，法國路易十六的財政總監、銀行家。（1732年出生）
- 1806年：威廉五世，奧蘭治親王。（1748年出生）
- 1825年：雷電為右衛門，日本江戶時代相撲力士，被認為是相撲史上的最強力士。（1767年出生）
- 1845年：泰奧多爾·馬克西姆·加贊，法國將軍。（1765年出生）
- 1859年：葉名琛，清朝政治人物，官至體仁閣大學士兩廣總督。（1807年出生）
- 1889年：米歇爾·歐仁·謝弗勒爾，法國化學家。（1786年出生）
- 1905年：弗雷德里克·奧古斯塔斯·泰思哲，英國陸軍上將，第二代切姆斯福德男爵。（1827年出生）
- 1922年：萬巴德，曾到台灣打狗（高雄）、廈門、香港行醫，被稱為「熱帶醫學之父」。（1844年出生）
- 1945年：威廉·卡納里斯，德國海軍上將。（1887年出生）
- 1959年：弗蘭克·勞埃德·賴特，美國建築師。（1867年出生）
- 1959年：亨利-皮埃爾·羅謝，法國作家。（1879年出生）
- 1966年：蘇丹·夏赫里爾，印尼政治人物，首任印尼總理。（1909年出生）
- 1997年：吳作人，中國藝術家和美術教育家。（1908年出生）
- 1998年：吕叔湘，初名湘，江苏丹阳人，中国语言学家，近代汉语学的拓荒者和奠基人。（1904年出生）
- 1999年：易卜拉欣·巴雷·麥納薩拉，尼日軍事人物、政治人物，第5任尼日總統。（1949年出生）
- 2003年：吳祖光，中國劇作家。（1917年出生）
- 2006年：王啟民，中國著名電影藝術家，原長春電影製片廠一級攝影師。（1921年出生）
- 2011年：艾略特·韓德勒，美國發明家、商人，美泰兒聯合創始人。（1916年出生）
- 2011年：傑瑞·勞森，美國電子工程師。（1940年出生）
- 2019年：青野武，日本男性聲優、舞台劇演員。（1936年出生）
- 2021年：爱丁堡公爵菲利普亲王，英国王室成员，伊丽莎白二世女王之王夫。（1921年出生）
- 2021年：DMX，美國嘻哈音樂歌手，演員。（1970年出生）
- 2023年：吳耀漢，香港男演員。（1939年出生）
- 2024年：弗拉基米尔·阿克肖诺夫，蘇聯太空人。（1935年出生）
- 2025年：金新朝，韓國牧師。（1942年出生）

## 节假日和习俗
- 菲律賓：巴丹日
- 突尼西亞：烈士節
- 加拿大：維米嶺日（英语：Vimy Ridge Day）
- 伊朗：國家核技術日